# SMS V 45
V 45 – niemiecki niszczyciel z okresu I wojny światowej. Trzecia jednostka typu V 43. Okręt wyposażony w trzy kotły parowe opalane ropą. Zapas paliwa 296 ton. W 1918 roku internowany w Scapa Flow. Zatopiony przez załogę 21 czerwca 1919 roku. Złomowany w 1924 roku.